# Los muertos (relato)

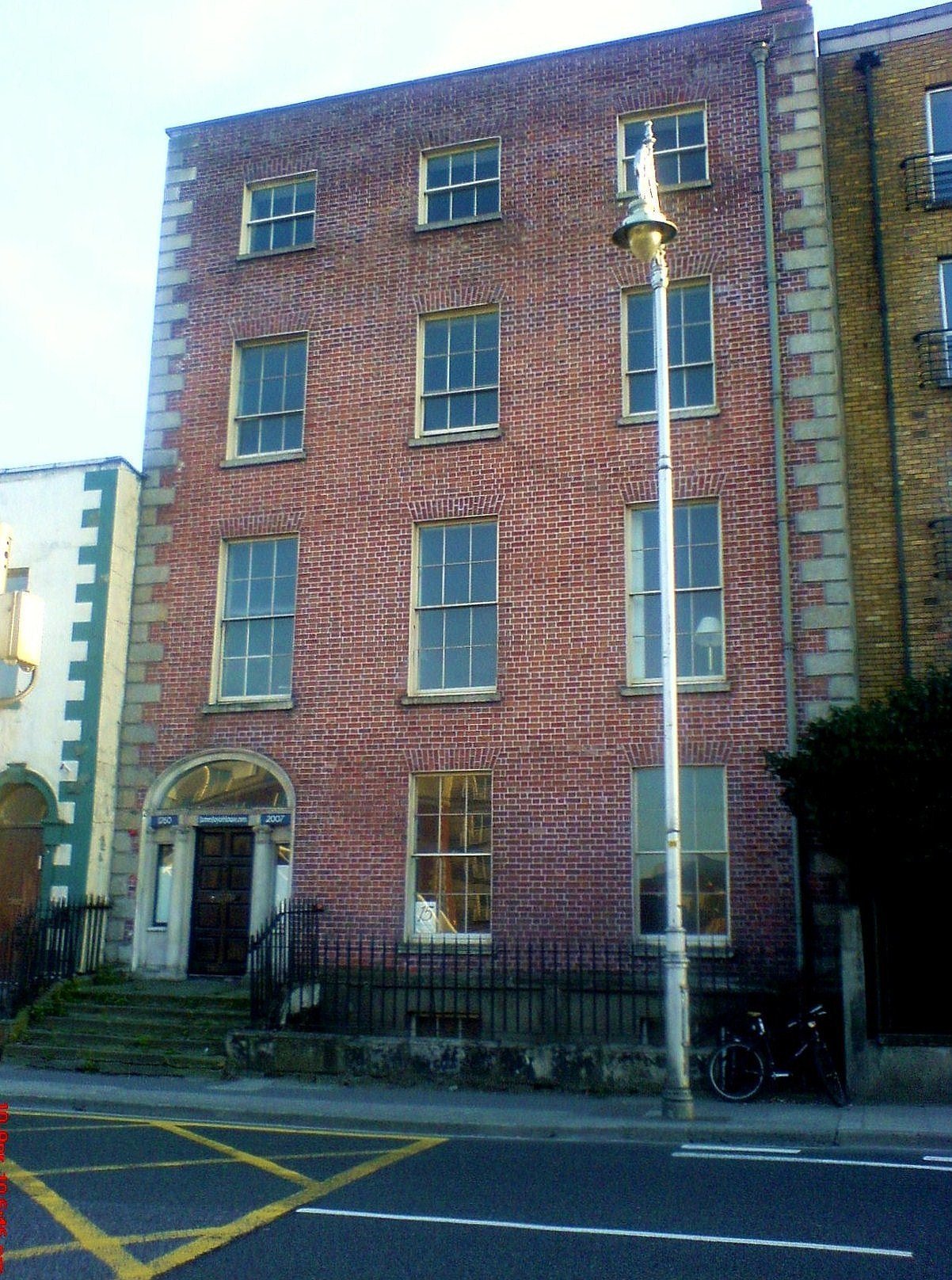
"Joyce House", la casa en que Joyce sitúa este relato, ubicada en 15 Usher's Island, Dublín.

Los muertos (título original en inglés: The Dead) es un relato del escritor irlandés James Joyce, incluido en su colección Dublineses, (Dubliners, 1914). Es el cuento más extenso y elaborado de los quince que componen Dublineses, siendo considerado además el más significativo literariamente de todos.
La historia se presenta inicialmente como un festejo con baile llevado a cabo en una casa dublinesa. Sin embargo, el tema de fondo de la historia es la muerte. La muerte de seres amados lleva a los personajes a la retrospección en sus vidas, sobre todo a través de la figura de Gretta Conroy. En relación con ello, su marido, Gabriel, sufre una amarga revelación al final de la historia, que encarna una de las célebres epifanías joyceanas.

## Personajes
Los personajes son ciudadanos del Dublín de inicios del siglo XX.
- Kate Morkan, mujer ya anciana y soltera.
- Julia Morkan, hermana de la anterior, también anciana y soltera.
- Marie Jane, sobrina de las anteriores.
- Lily, empleada en la casa de las hermanas Morkan.
- Gabriel Conroy, crítico literario en un diario inglés, protagonista de la historia.
- Gretta Conroy, esposa de Gabriel.
- Freddy Malins, un bebedor, amigo de Gabriel.
- Molly Ivors, colega de Gabriel, muy patriótica.
- Mr. Browne, único protestante invitado a la fiesta.
- Bartell D'Arcy, famoso tenor retirado.

Gabriel, Gretta, Kate y Julia, así como Bartell d'Arcy, son aludidos en una obra posterior de Joyce, la novela Ulises, aunque no aparecen como personajes activos en la misma.

## Argumento
Como todos los años, las hermanas Kate y Julia Morkan organizan un baile en su casa al que asisten familiares, amigos y allegados. La doncella Lily se encuentra muy ocupada en recibir a los invitados y ayudarlos con sus trajes (solo atiende a los caballeros, de las damas de ocupan las hermanas Morkan).

Lily, the caretaker's daughter, was literally run off her feet. Hardly had she brought one gentleman into the litle pantry behind the office on the ground floor and helped him off with his overcoat than the wheezy hall-door bell clanged again and she had to scamper along the bare hallway to let in another guest.

Lily, la hija de la guardesa, tenía los pies literalmente hechos polvo. Apenas había conducido a un caballero a la pequeña despensa junto a la cocina en el primer piso, cuando ya sonaba de nuevo la vieja campana de la puerta y tenía que atravesar corriendo el desnudo vestíbulo para dar paso a otro invitado.

Las hermanas Morkan viven con su sobrina Marie Jane en una casa en Usher's Island, que alquilan al señor Fulham. El baile siempre ha sido espléndido. Los invitados incluían miembros del coro y alumnas de música de las hermanas Morkan. Sin embargo, en esta oportunidad algo inquieta a las hermanas. Son casi las diez de la noche y su sobrino, Gabriel Conroy, y su esposa no llegan. Además de esto, las Morkan temen que el invitado Freddy Malins llegue ebrio, como en otras oportunidades.
Después de unos momentos de inquietud tocan a la puerta. Lily abre. Es Gabriel y su esposa Gretta. Después de los saludos, Lily acompaña a Gabriel al cuarto destinado a los caballeros, mientras que Gretta se va acompañada por Kate y Julia. Gabriel pregunta a Lily si sigue yendo a la escuela, a lo que Lily responde que no. Tras esto le dice que imagina verla casada uno de estos días, ante lo cual Lily reacciona contrariada. Gabriel se siente tremendamente incómodo por la pregunta hecha y continúa limpiando sus zapatos. Antes de retirarse para pasar al cuarto de baile, Gabriel le entrega una moneda a Lily.

When he had flicked lustre into his shoes he stood up and pulled his waiscoat down more tightly on his plump body. The he took a coin rapidily from his pocket.

—O Lily, he said, thrusting  it into her hands, it's Christmas-time, isn't it? Just ...here's a little...
 He walked rapidly towards the door.

Cuando sus zapatos estuvieron lustrosos, se irguió y tiró de su chaleco hacia abajo para ajustarlo mejor a su cuerpo regordete. Sacó entonces una moneda de su bolsillo y la introdujo en las manos de la muchacha.
—Es Navidad, Lily, de modo que... aquí tienes...
 Y caminó rápidamente hacia la puerta.

Antes de pasar al cuarto de baile, Gabriel saca un papel de su bolsillo donde está escrito el discurso que piensa pronunciar esa noche. Las dudas lo asaltan. Piensa en si debería o no incluir algunos fragmentos de Shakespeare, creyendo que las personas en el baile no son lo suficientemente cultas para entenderlo y valorarlo. Teme exhibir su superior educación y cultura. Al encontrarse con su esposa y las hermanas Kate y Julia, se inicia una conversación trivial. Hablan de las cubiertas de jebe que Gabriel usa sobre los zapatos y los que su esposa también usa, casi contra su voluntad.

Al fin llega Freddy Malins. La tía Kate se inquieta al pensar que podría estar ebrio, así que manda a Gabriel a recibirlo, con la instrucción de no dejarlo subir en caso de que se halle borracho. Por suerte Freddy no lo está.
Tras algunos aparentemente fútiles episodios más, la historia finaliza con una amarga meditación de Gabriel junto al lecho conyugal, meditación precursora de los monólogos que Joyce utilizará en Retrato del artista adolescente y especialmente en Ulises.

## Valoración crítica
José María Valverde encuentra en «Los muertos» un avance de la «nueva capacidad» de Joyce, presente en sus grandes obras posteriores. «Ese paso es la superación del personalismo, de la batalla inmediata que ventilar. [esto se plasmará definitivamente en el Retrato del artista adolescente, obra en la que] el punto de vista se ha elevado a una objetividad distante, iluminadora, a veces irónica».
Los personajes de Dublineses, según Francisco García Tortosa, desde el niño de "Las hermanas" al Gabriel Conroy de "Los muertos", pueden interpretarse como «nombres diferentes o reencarnaciones sucesivas» en el «círculo inexorable» que representa la obra narrativa completa de Joyce. El niño ha acabado recalando en la habitación de hotel, transmutado en el Gabriel que medita antes de irse a dormir, y «De acuerdo con esta lectura, Dublineses representaría el germen de Finnegans Wake, que irá creciendo y diversificándose en las otras obras de Joyce».
Para el erudito joyceano William York Tindall, este relato, a través del personaje protagonista, simboliza el conflicto entre el amor y el orgullo, entre el ego y los buenos sentimientos. La historia representa el primer gran intento de su autor para reflejar sus principales obsesiones. «No es solo el epítome de Dublineses, sino el prólogo del Retrato, de Exiliados y Ulises».
Otro experto en Joyce, Harry Levin, desvela estas mismas conexiones intertextuales, comparando en especial al personaje de Gabriel Conroy con el Richard Rowan de Exiliados, así como el de Bertha en este drama (la esposa de Richard), con la sombría (shadowy) Gretta de "Los muertos", personaje este mucho más convincente que aquel. Rastrea Levin además en el cuento los síntomas de "parálisis" mental y social que el escritor trataba de denunciar en su ciudad con gran ímpetu ético. De hecho, «la muerte es una de las pocas cosas que suceden en Dublineses, objeto del primer [es decir, "Las hermanas"] y último ["Los muertos"] relatos del libro».
Hugh Kenner ejemplifica la técnica quizá más característica de Joyce (el "principio del tío Charles") mediante el pasaje inicial de "Los muertos": «Lily, la hija de la guardesa, tenía los pies literalmente hechos polvo». Explica Kenner: «Ese "literalmente" refleja, no lo que el narrador diría (¿quién es el narrador?), sino lo que diría la propia Lily: "Tengo los pies literalmente hechos polvo"». En este sentido, los narradores de Joyce no son tan "objetivos" como aparentan (Cfr. sección Ulises, en James Joyce). 
El editor de Dublineses en inglés, Terence Brown, recuerda que Joyce tomó de una novela de Bret Harte el nombre de Gabriel Conroy, así como la imaginería de la nieve en el final del relato. Los personajes de las señoras Morkan están basados en las propias tías del escritor; del mismo modo, el emotivo personaje de Gretta recuerda mucho a su esposa, Nora Barnacle, lo que demuestra que Joyce no dudaba en utilizar para sus historias incluso los detalles más íntimos de sus propios familiares.
El crítico español Fernando Galván, responsable de una edición crítica de Dublineses, hace notar sobre el libro: «Miremos donde miremos, inevitablemente nos encontraremos con la religión, que con tanta fuerza domina la vida irlandesa, y toda la obra joyceana; desde la primera historia, "Las hermanas" [...] hasta la última, "Los muertos", con su poderosa evocación de los monjes cistercienses, todo apunta, [...] a esa presencia omnímoda de la religión, algo que debería quizá sorprender, dado el agnosticismo confesado del autor». Otros temas muy presentes en los relatos son la política, el sexo, la ya citada "parálisis", y los silencios, «el silencio de lo que no se dice, sino que se implica y se adivina».
«En Ulises se funden lo simbólico y lo naturalista del arte de Joyce, pero en Dublineses tienden a separarse», asegura Harold Bloom. "Los muertos" es la obra maestra de Dublineses; sigue abiertamente a Dante en cuanto a su diseño. En cuanto a su protagonista, «el pobre Gabriel tiene cualidades muy humanas que comparte con el propio Joyce, y puede ser que, como muchos críticos han sostenido, el antihéroe de "Los muertos" sea tanto un autorretrato joyceano como una autocondena, aunque eso es demasiado simple como para adecuarse a esta novela corta ambigua y exquisita».
Refiriéndose a su autor, Anthony Burgess ve en "Los muertos" «el informe más personal en la larga crónica dublinesa que supuso el trabajo de su vida», y, sobre el acusado simbolismo que se despliega en el relato: «La complejidad de emociones que se adueñan del alma de Gabriel en su revelación y de Gretta en el transporte de dolor revivido, precisan para su expresión algo más que una técnica naturalista. Vemos emerger a un nuevo Joyce, desplegarse ya la astucia del autor del Ulises, y experimentamos la aparición de una magia terrible. Mientras Gabriel analiza su tibia alma, vemos que su nombre y el de su rival muerto van adquiriendo un extraño significado. Gabriel, el ángel amable, Miguel, el apasionado; de manera que el muchacho muerto, poseído de un amor insufrible, fue muy idóneamente apellidado Furey [palabra que suena en inglés igual que fury, frenesí]».
Jeri Johnson, también editora de Dublineses en inglés, alude al final del relato como uno de los más líricos de la historia de la literatura inglesa. La clave para su comprensión radica en la interpretación que demos al término "generoso" que dedica Gretta a su marido, y a las "lágrimas generosas" que afluyen a los ojos de este poco más tarde, ante la revelación última que sufre.
"Los muertos" ha sido definido frecuentemente como uno de los mejores cuentos en lengua inglesa de todos los tiempos.

## Adaptaciones
- "The Dead" fue llevado al cine por el director estadounidense John Huston en película homónima de 1987 (en español se titularía Dublineses). Huston «en su adaptación pisó terreno antes no hollado; las cálidas y divertidas escenas familiares pudieran considerarse ajenas a su técnica habitual. El director nunca antes había dirigido a sus actores tan intuitiva y musicalmente».[21]

- El cuento fue adaptado para un drama de un acto por el dramaturgo irlandés Hugh Leonard, en 1967.[22]

- En 1999, fue adaptado al musical por Richard Nelson y Shaun Davey. La obra fue protagonizada por el actor Christopher Walken. Sobre la misma, un crítico de la Universidad de California afirmó que «no logró captar el mensaje trágico ni transmitir los sutiles matices melancólicos que impregnan el relato de Joyce».[23]

- En abril de 2012, el actor Stephen Rea leyó "The Dead" para la radio irlandesa, RTÉ Radio 1.[24]

- En España, el relato, traducido por Raquel Pineda Sotés, fue adaptado a Lectura fácil por Núria Martí Constans y publicado en 2021 por la editorial barcelonesa La Mar de Fàcil en su colección "Aktual", con ilustraciones de Álex Rey Nieto.[25]